# Fondul construit de pe str. Pruncul (Chișinău)
Fondul construit de pe str. Pruncul este un complex de clădiri amplasat pe str. Pruncul – 2, 4, 6, 8, 9, 10, 12, 13, 14, 16, 18, 20, 22, 24 în Chișinău, Republica Moldova. Este un monument arhitectural și de artă de importanță națională inclus în Registrul monumentelor Republicii Moldova ocrotite de stat cu nr. 283.09 (municipiul Chișinău).

## Clădiri

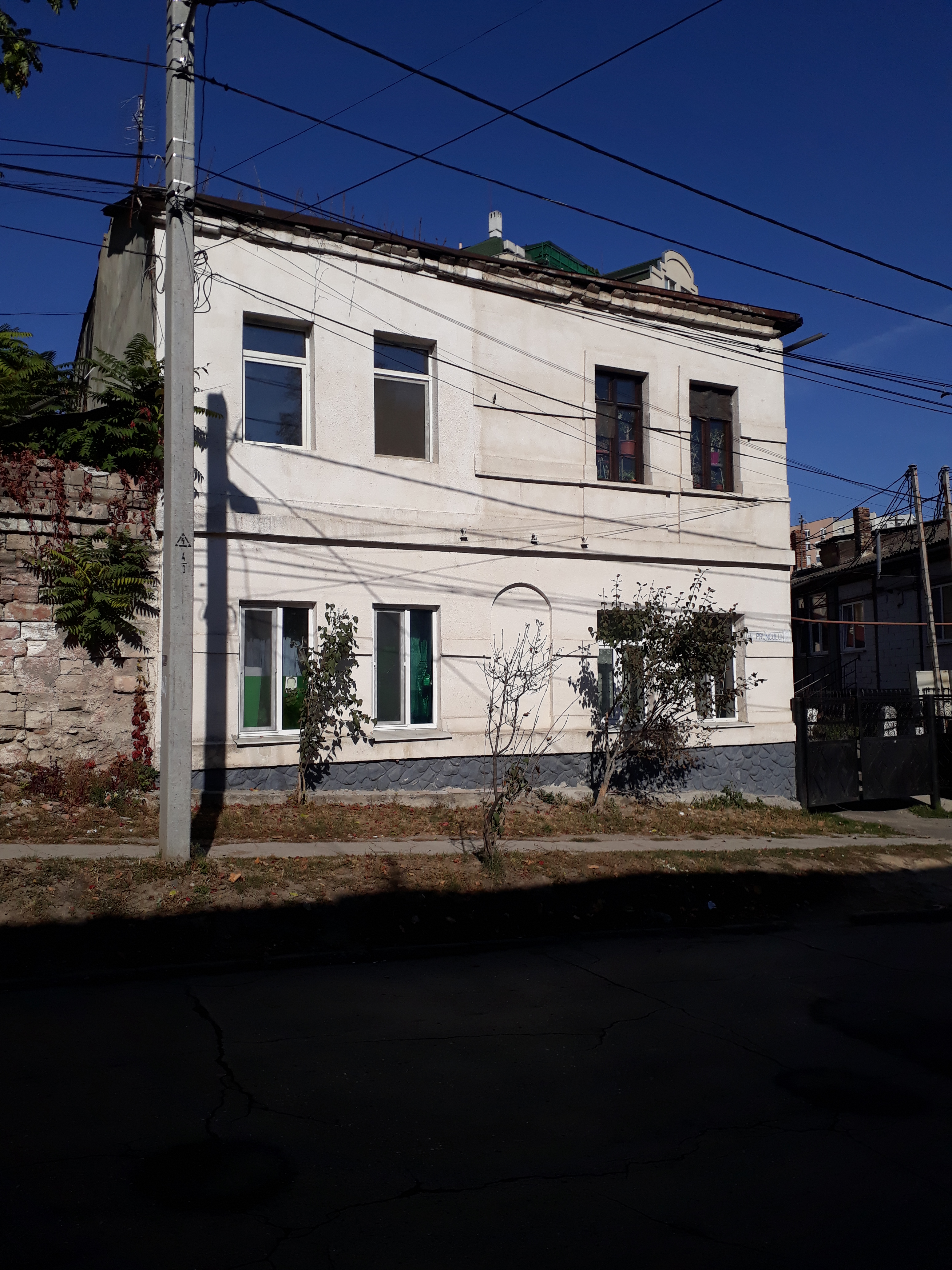
nr. 2
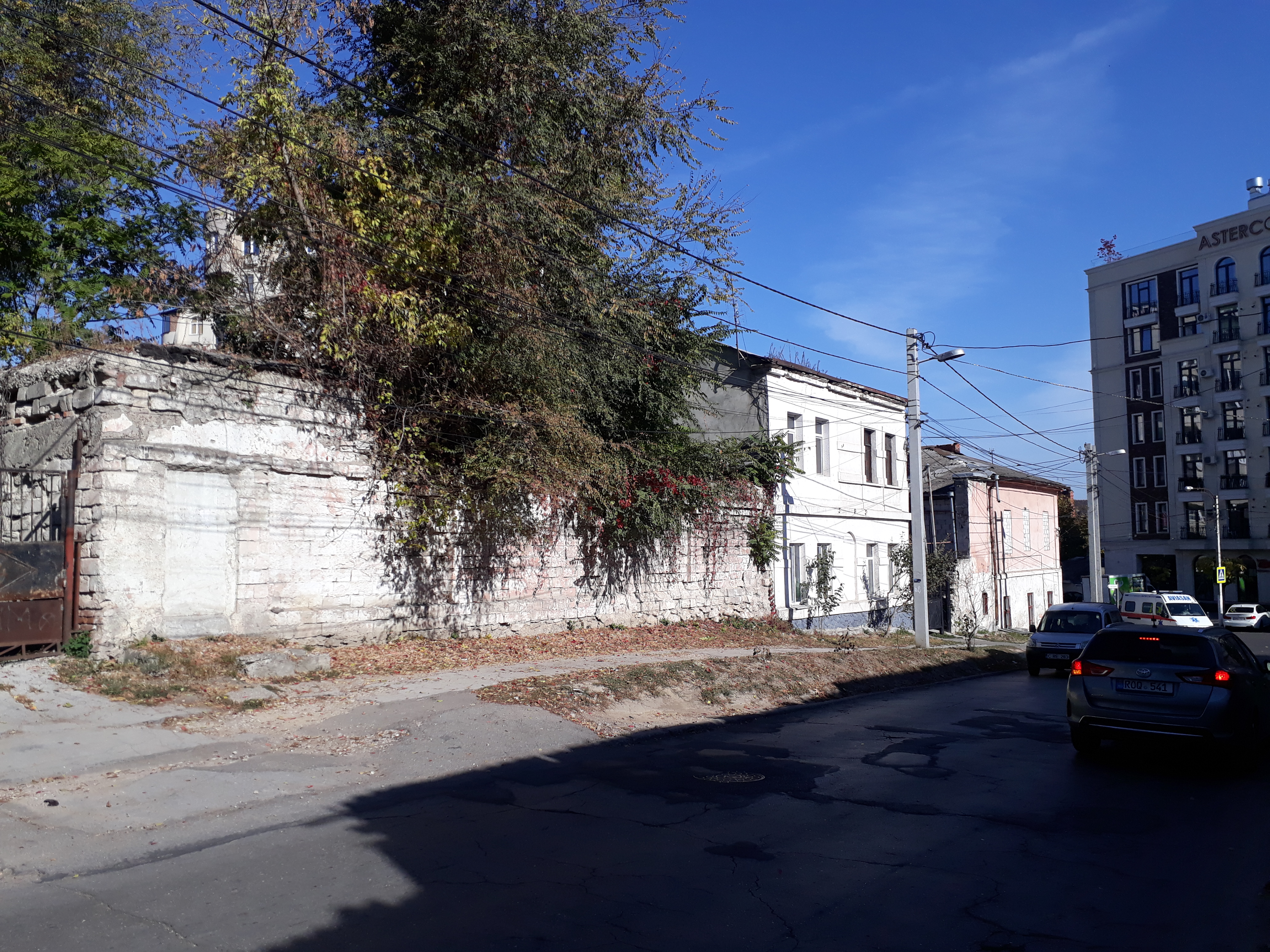
nr. 4
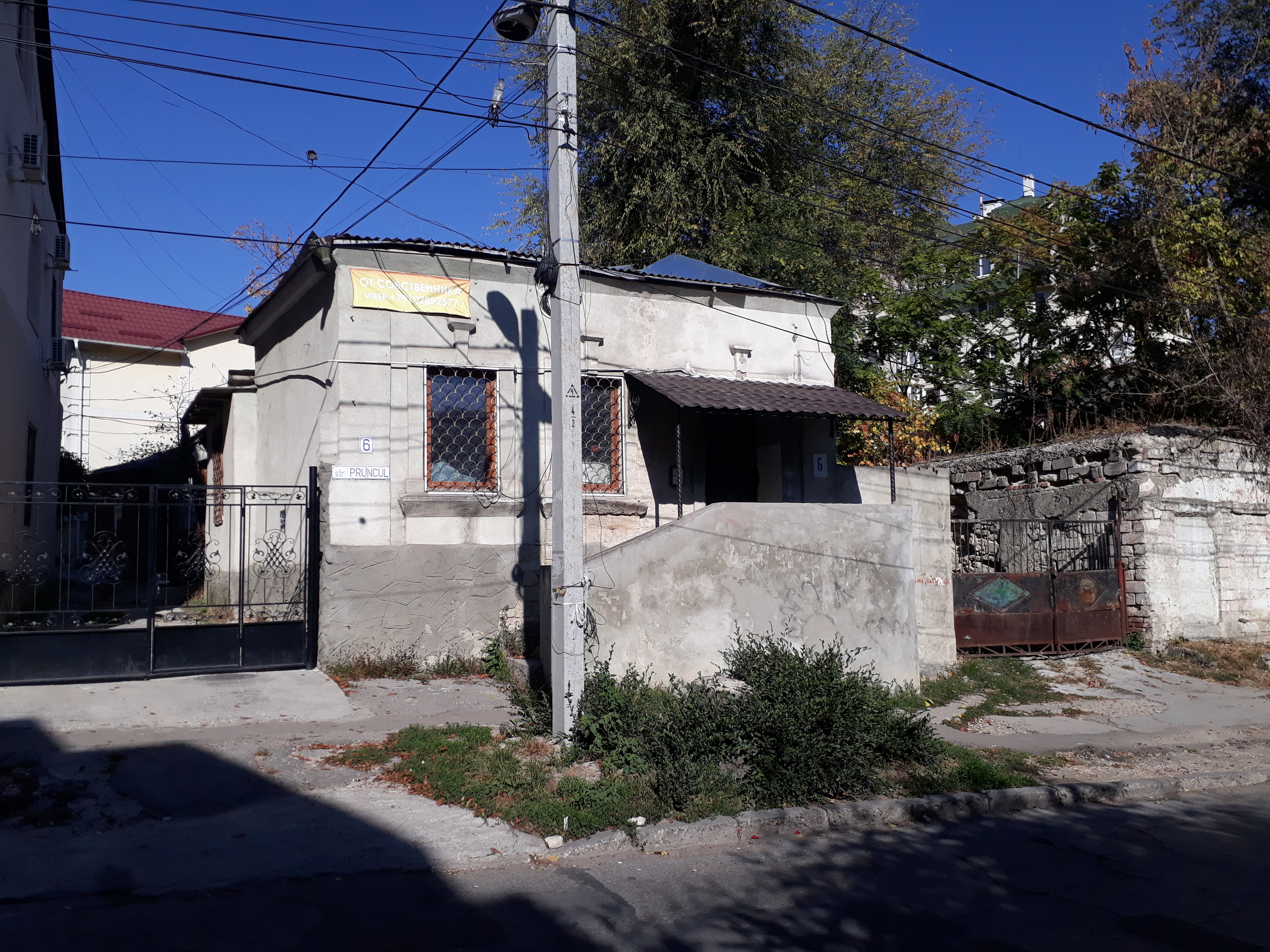
nr. 6
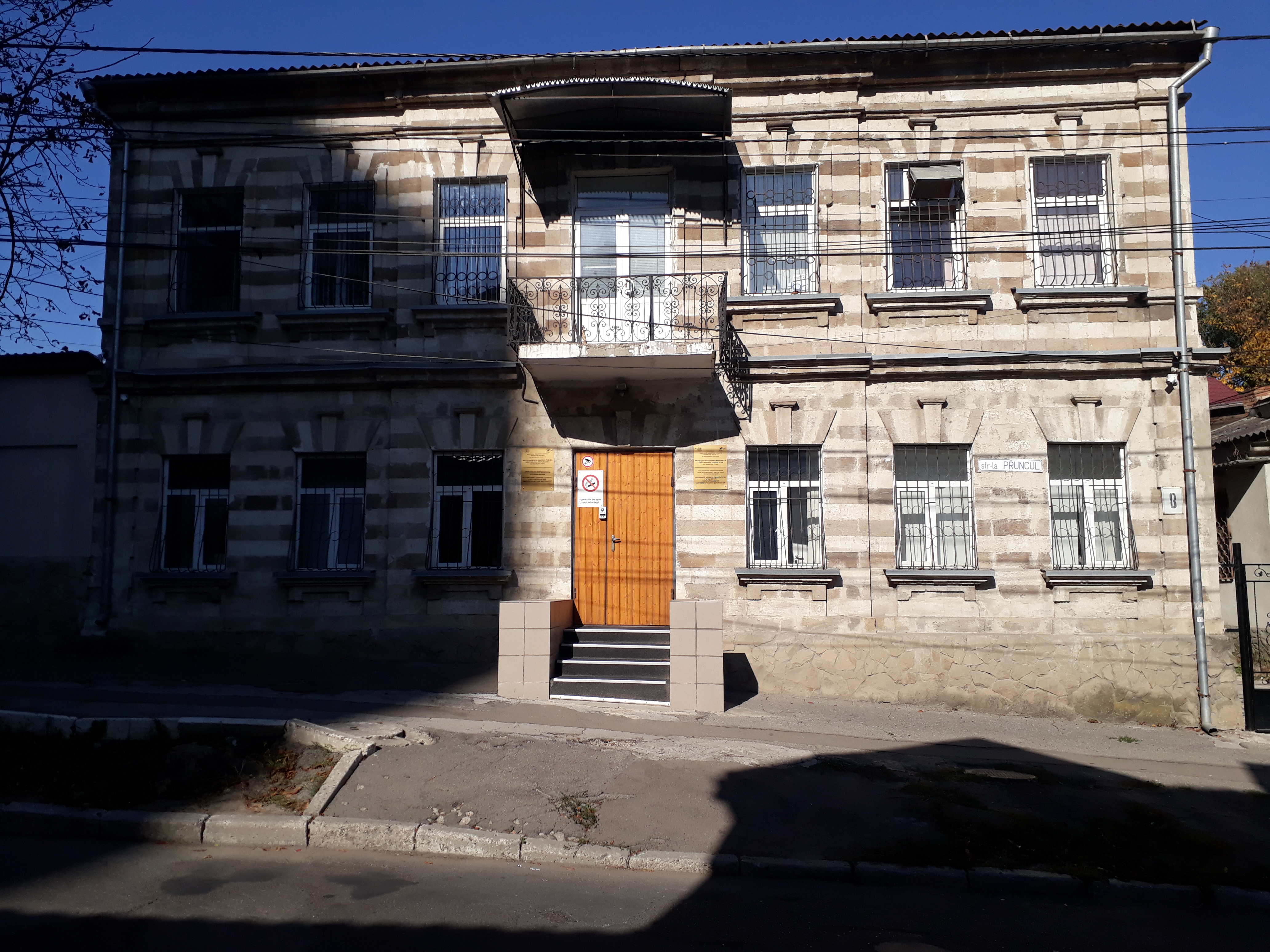
nr. 8
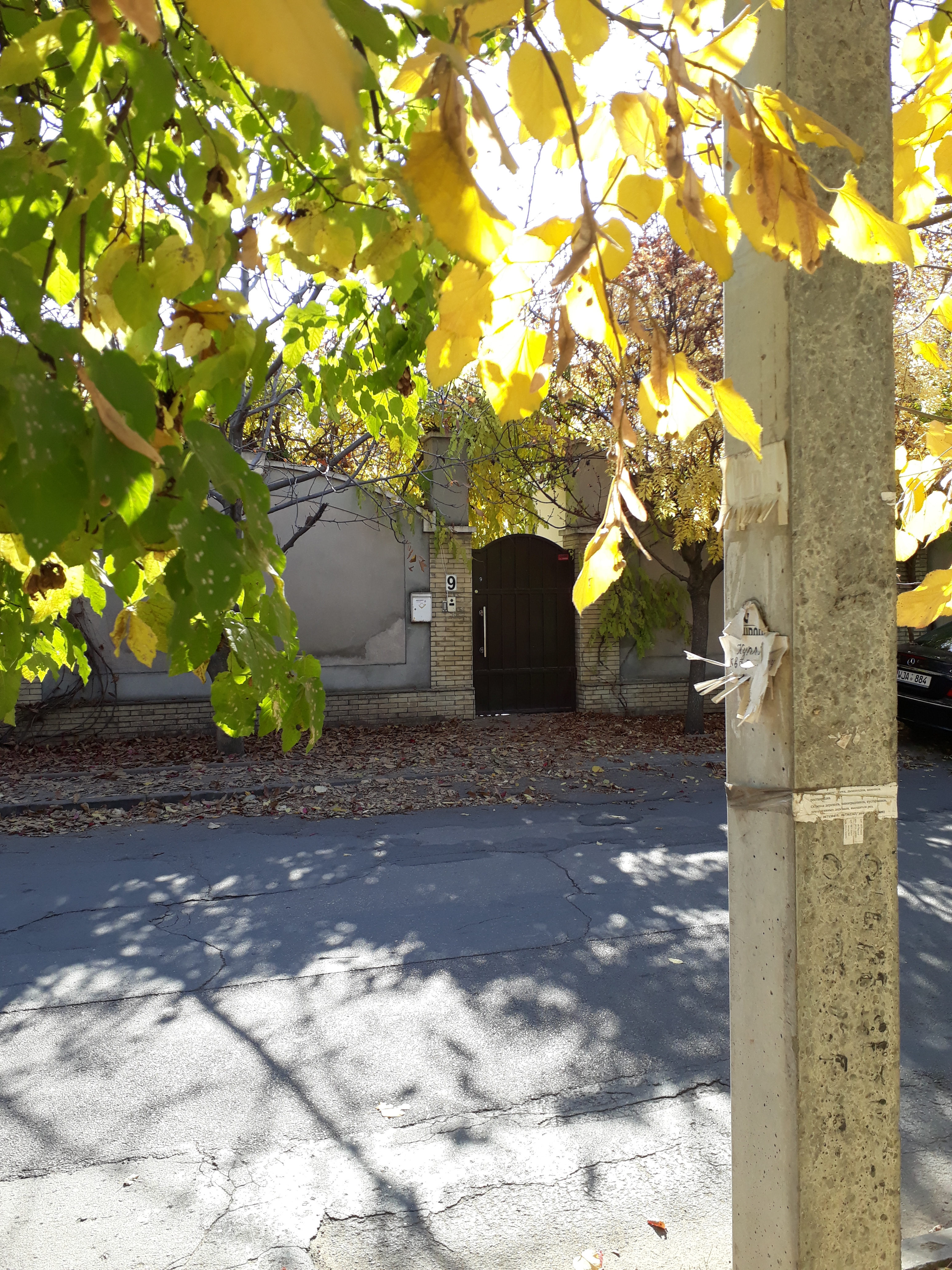
nr. 9 (poarta)
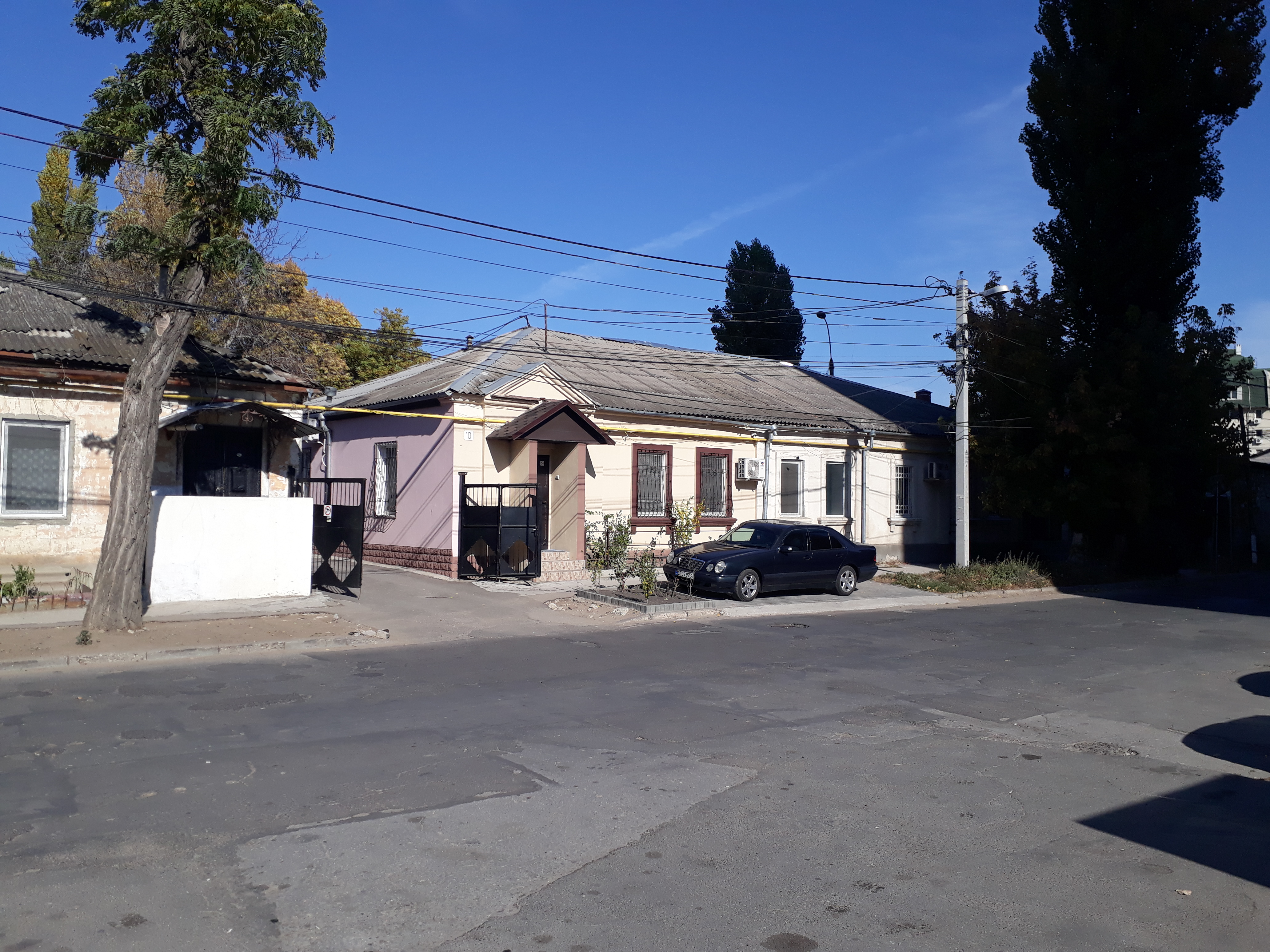
nr. 10
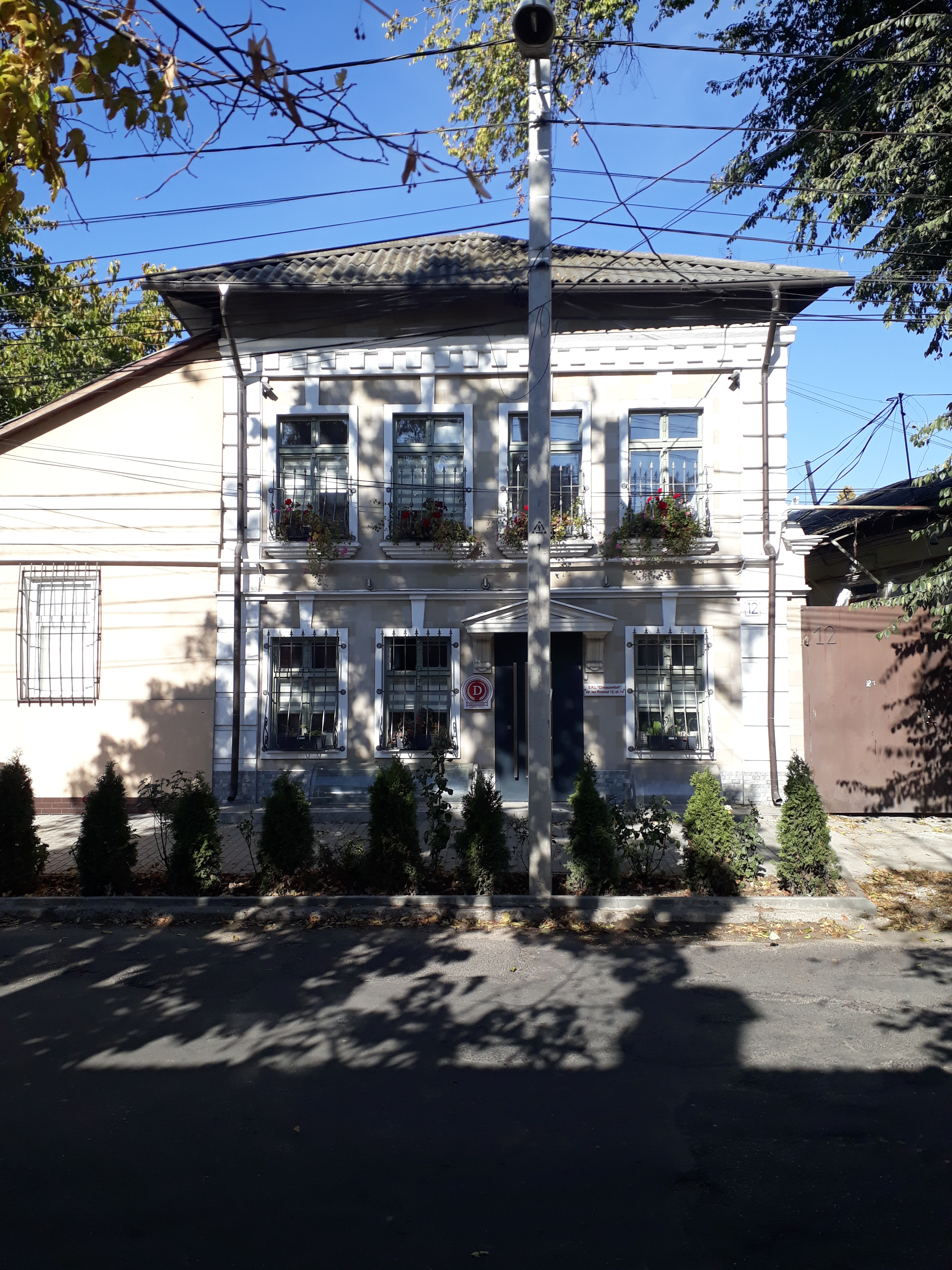
nr. 12
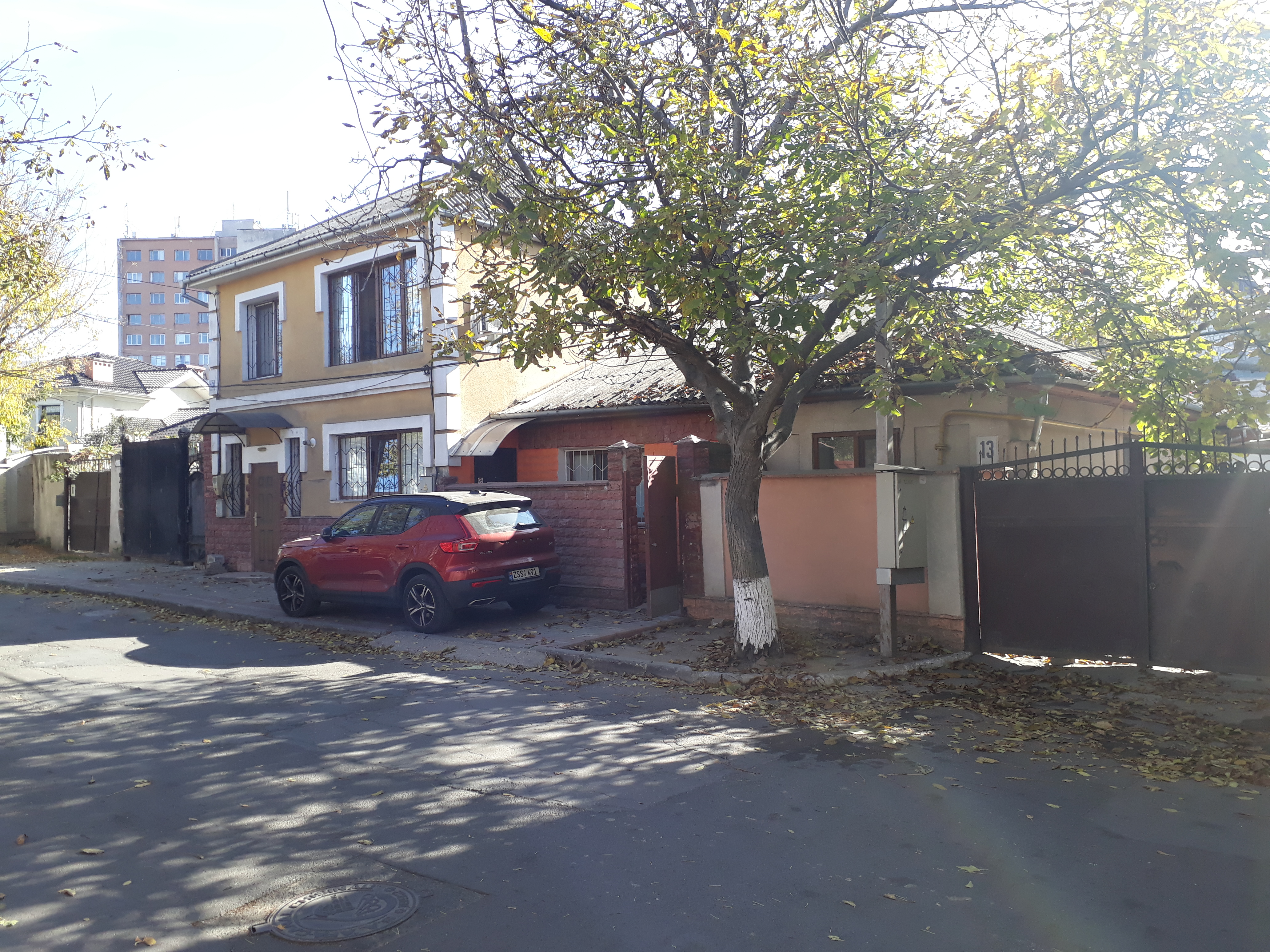
nr. 13
nr. 14 (?)
nr. 16 (?)
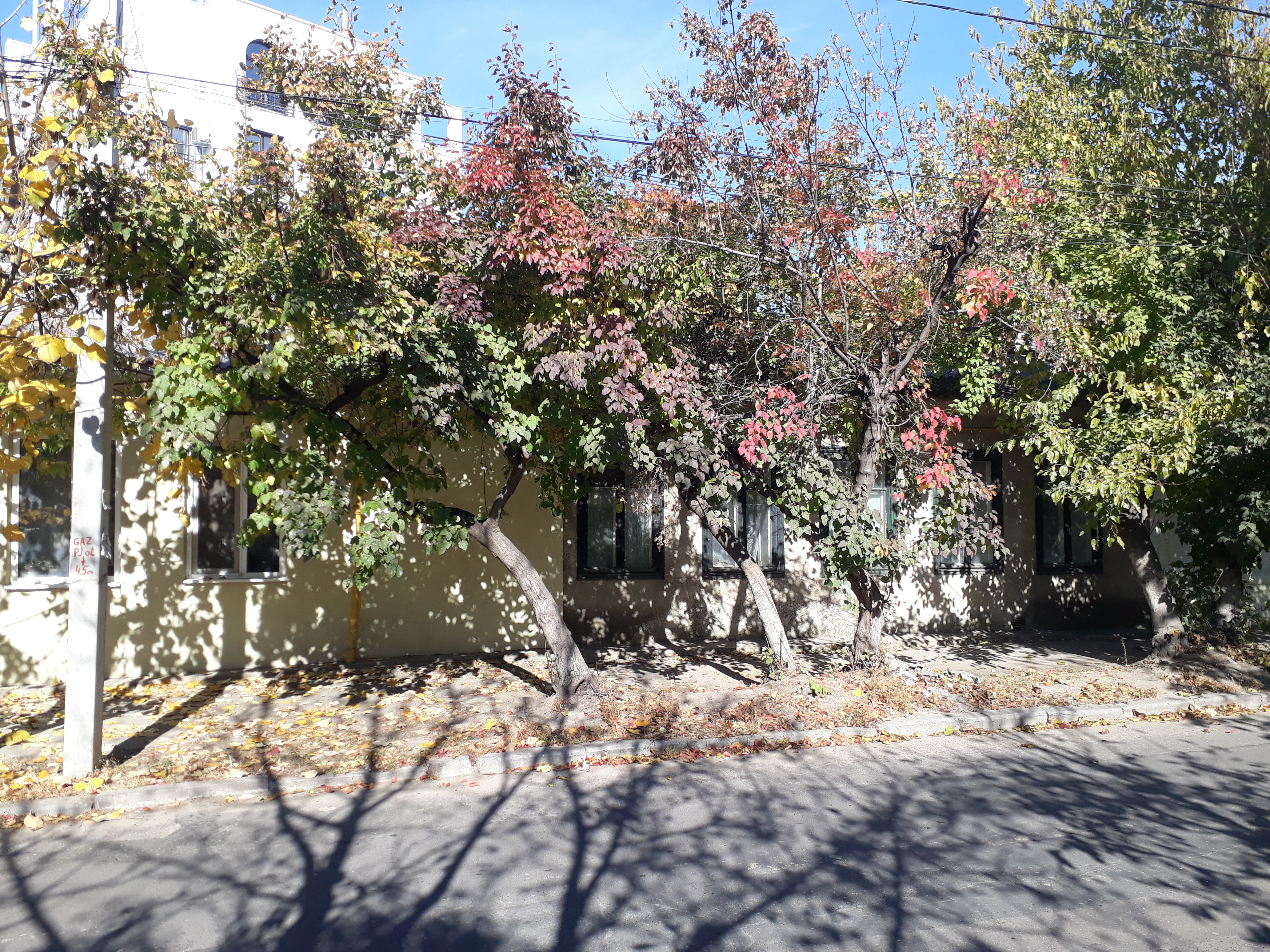
nr. 18
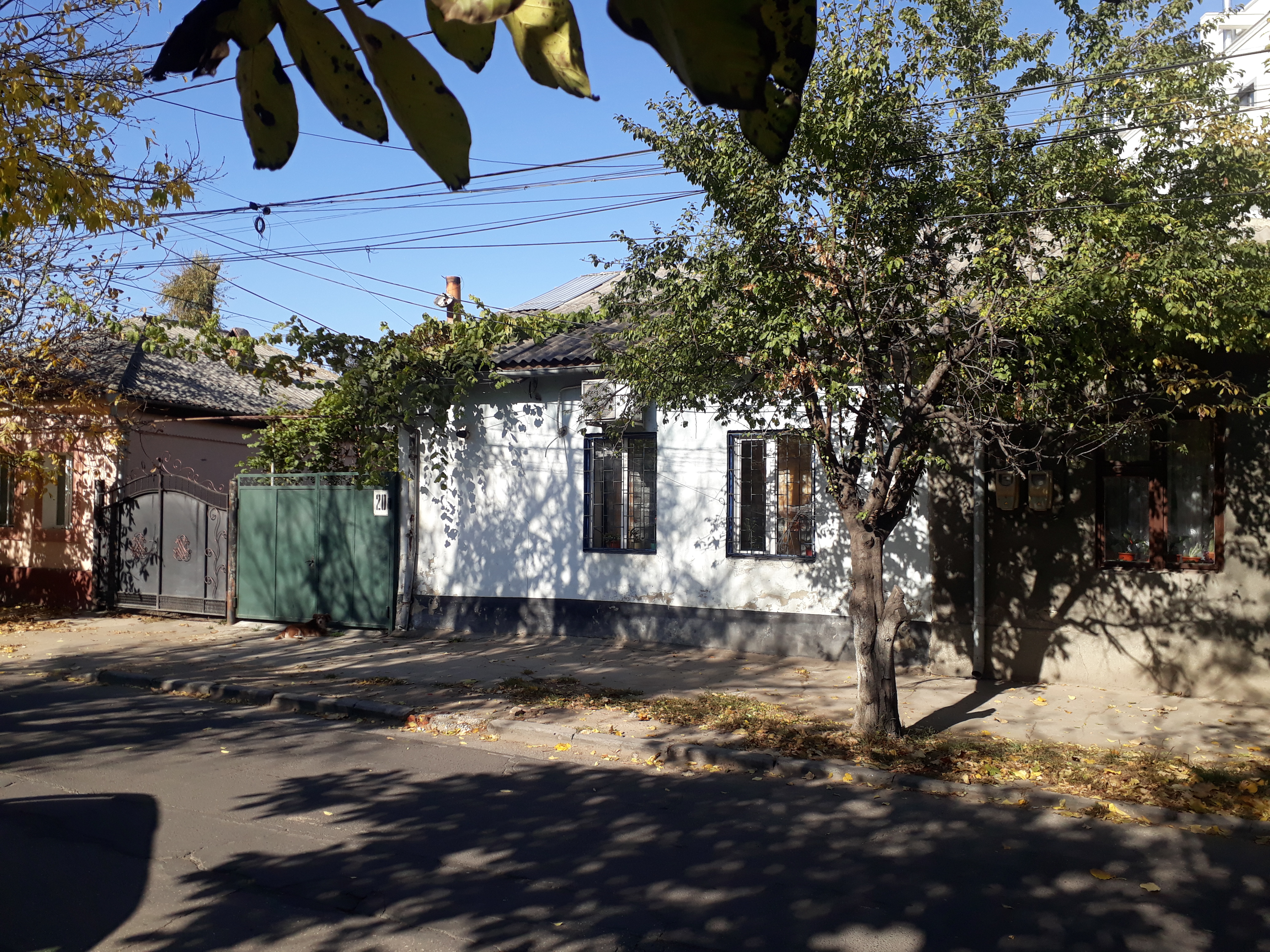
nr. 20
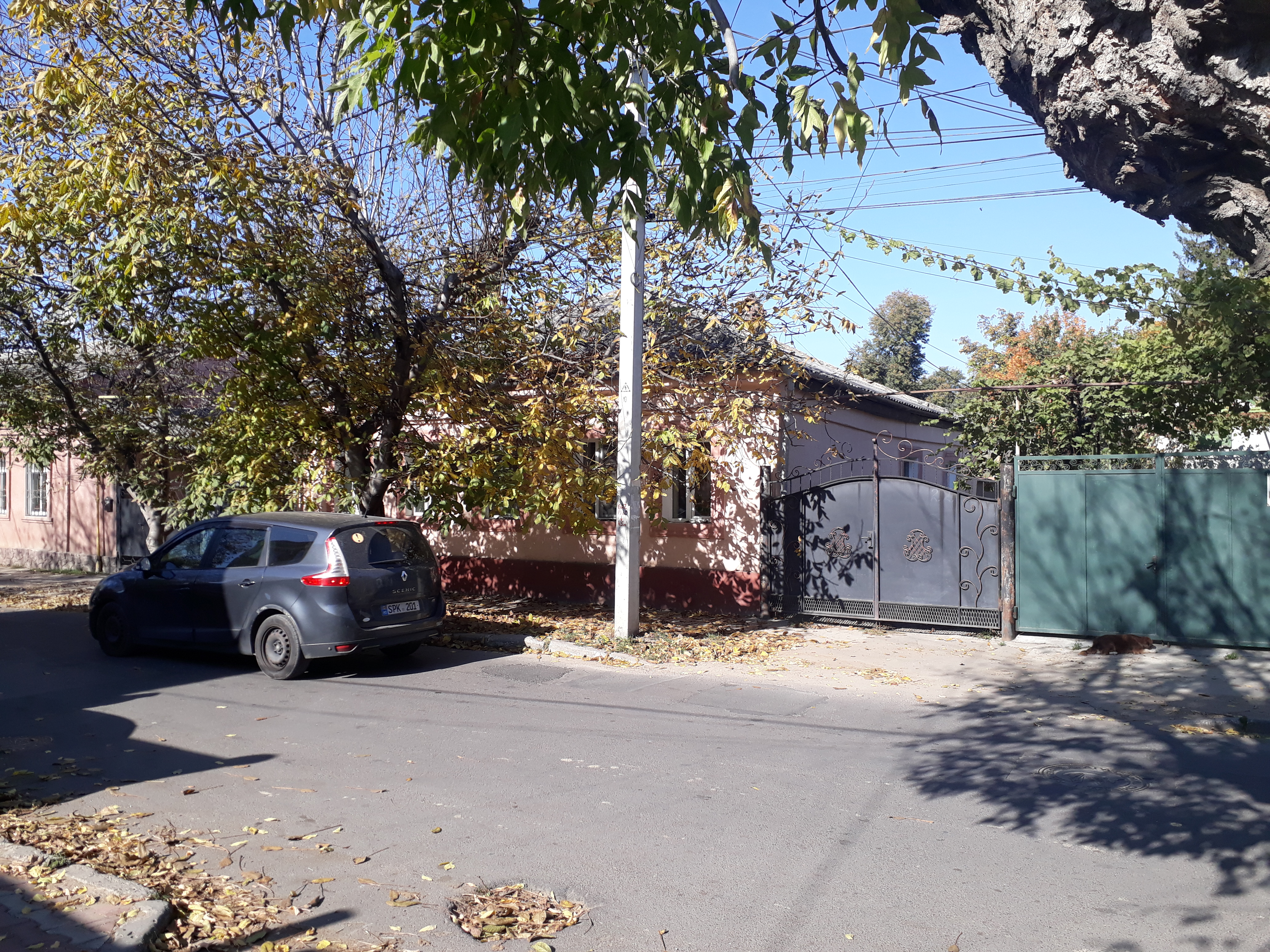
nr. 22
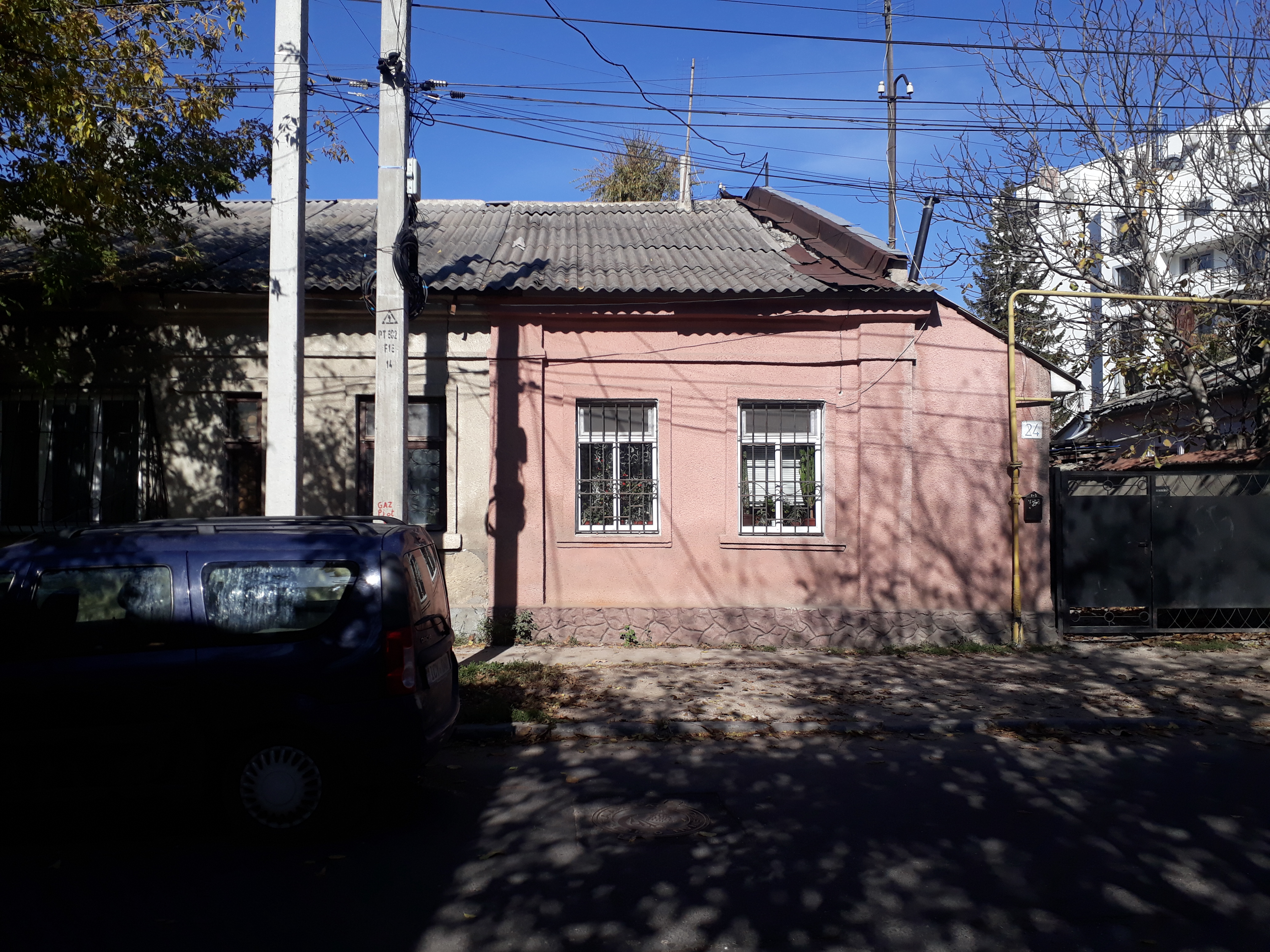
nr. 24